# Col du Fréjus

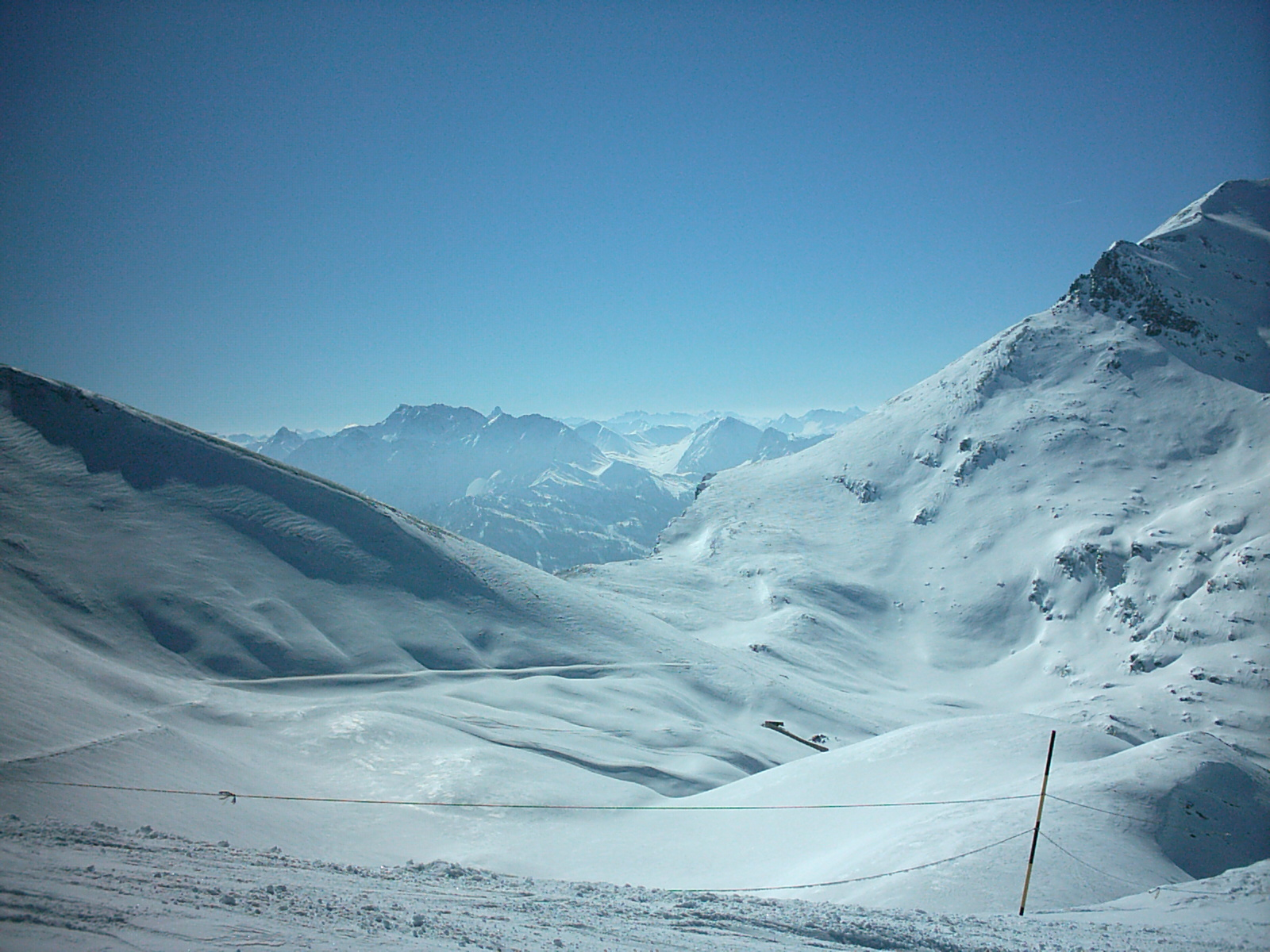
De Col du Fréjus in februari 2006 (Italië in de achtergrond)

De Col du Fréjus is een bergpas voor voetgangers tussen Modane (Frankrijk) en Bardonecchia (Italië). De pas ligt op de grens van Frankrijk en Italië in de ruimere Cottische Alpen op 2542 meter hoogte. De pas is niet geasfalteerd en wegverkeer gebruikt dus de Fréjustunnel (geopend in 1980). Tussen de col en de wegtunnel ligt ook een spoortunnel (geopend in 1871).
De col verbindt de vallei van de Maurienne in het noordwesten met Bardonecchia in de vallei van Susa in het zuidoosten. De col ligt aan het westelijke einde van het Mont-Cenismassief. De col ligt tussen de Punta Nera (3046 m) (Cerces-Thabormassief, groep van de Rocca Bernauda/Rois Mages) en de Pointe du Fréjus (2934 m) (Mont-Cenismassief, Scolette-groep).
Vanuit Bardonecchia kan men eveneens de Mauvais Pas bereiken. Deze ligt zo'n tien kilometer ten zuiden van de Col du Fréjus en is met een hoogte van 1779 meter een stuk lager. Aan de andere zijde komt men wel in het stroomgebied van de Durance, en niet in de Maurienne.